# Klaus-Peter Thaler
Klaus Peter Thaler (Eckmannshausen, Westfalia, 14 de mayo de 1949) es un exciclista alemán, profesional entre 1976 y 1988. Sus mayores éxitos deportivos los logró en el Tour de Francia, donde además de lograr 2 victorias de etapa vistió el maillot amarillo de líder de la prueba durante dos días, y en la Vuelta a España, donde conseguiría 1 victoria de etapa.
En la modalidad de ciclocrós logró proclamarse campeón del mundo en las ediciones de 1985 y 1987 y campeón de Alemania en 8 ocasiones. 

## Palmarés

### Ruta
| 1972 - 1 etapa del Gran Premio Guillermo Tell 1973 - Gran Premio Villa de Lillers 1974 - 1 etapa de la Milk Race 1975 - 1 etapa del Gran Premio Guillermo Tell - 2 etapas de la Vuelta a Renania-Palatinado 1977 - 1 etapa en el Tour de Francia - 1 etapa en la Vuelta a Andalucía - 1 etapa en la Vuelta a Asturias - 3.º en la Vuelta a España | 1978 - 1 etapa en el Tour de Francia - 2.º en el Campeonato de Alemania en Ruta 1979 - 1 etapa en la Dauphiné Libéré - 1 etapa en la Vuelta a Alemania 1980 - 1 etapa en la Vuelta a España - Vuelta a Valencia, más 2 etapas - 2.º en el Campeonato de Alemania en Ruta - 1 etapa en la Vuelta a Asturias - 1 etapa en la París-Niza 1981 - 2 etapas de la Vuelta a Valencia |

### Ciclocrós
| 1976 - Campeón de Alemania de Ciclocrós 1977 - Campeón de Alemania de Ciclocrós 1978 - 3.º en el Campeonato Mundial de Ciclocrós - Campeón de Alemania de Ciclocrós 1979 - Campeón de Alemania de Ciclocrós 1980 - 2.º en el Campeonato Mundial de Ciclocrós - Campeón de Alemania de Ciclocrós 1981 - Ciclocross de Igorre - Campeón de Alemania de Ciclocrós | 1982 - Campeón de Alemania de Ciclocrós 1983 - 3.º en el Campeonato Mundial de Ciclocrós 1985 - Campeonato Mundial de Ciclocrós - 2.º en el Campeonato de Alemania de Ciclocrós 1986 - Campeón de Alemania de Ciclocrós 1987 - Campeonato Mundial de Ciclocrós - Campeón de Alemania de Ciclocrós 1988 - Campeón de Alemania de Ciclocrós |

## Resultados en Grandes Vueltas
| Carrera         | 1977 | 1978 | 1979 | 1980 | 1981 | 1982 | 1983 | 1984 | 1985 | 1986 | 1987 |
| --------------- | ---- | ---- | ---- | ---- | ---- | ---- | ---- | ---- | ---- | ---- | ---- |
| Giro de Italia  | -    | -    | -    | -    | -    | -    | -    | -    | -    | -    | -    |
| Tour de Francia | Ab.  | 35.º | 37.º | 49.º | 90.º | -    | -    | -    | -    | -    | -    |
| Vuelta a España | 3º   | -    | -    | Ab.  | -    | -    | -    | -    | -    | -    | -    |
| Mundial en Ruta | -    | 12º  | 11º  | -    | 12º  | 8º   | -    | -    | -    | -    | -    |

## Reconocimientos
- Fue designado como uno de los ciclistas más destacados de la historia al ser elegido en el año 2002 para formar parte de la Sesión Inaugural del Salón de la Fama de la UCI.[3]